# The Fantastic Four (Band)
The Fantastic Four, auch Fantastic Four, war eine amerikanische R&B- und Soulband aus Detroit, die 1967 mit The Whole World Is a Stage ihren größten Erfolg hatte.

## Bandgeschichte
Die Band wurde 1965 von James Epps, Ralph und Joseph Pruitt sowie Wallace Childs gegründet. Nach kurzer Zeit verließen Ralph Pruitt und Wallace Childs die Fantastic Four und wurden durch Cleveland Horne und Ernest Newsome ersetzt. Bereits die erste, bei Ric-Tic Records erschienene Single, The Whole World Is a Stage, wurde zum größten Hit der Band. Das Lied erreichte Platz 6 der Billboard R&B- und Platz 63 der Popcharts. Die Folgesingle You Gave Me Something (And Everything’s Alright) schaffte es im selben Jahr auf Platz 12 der R&B- und Platz 55 der Popcharts. As Long as I Live (I Live for You), To Share Your Love, Goddess of Love und I’ve Got to Have You sind weitere, bei Ric-Tic verlegte Singles, die sich bis 1968 in der R&B-Hitliste platzieren konnten.
Nachdem Ric-Tic 1968 von Motown aufgekauft wurde, kam mit I Love You Madly noch einmal ein Fantastic-Four-Song in die R&B-Charts und erreichte Platz 12. Bis 1973 veröffentlichte die Band zwar diverse weitere Singles, blieb aber weitgehend erfolglos. Erst mit I’m Falling in Love (I Feel Good All Over) hatte die Gruppe Anfang 1974 wieder einen kleinen Hit (R&B Platz 77).
Während der Discoära erschienen einige erfolgreiche Singles und Alben bei Westbound Records. Das Album Alvin Stone: The Birth and Death of a Gangster kletterte bis auf Platz 33 der R&B- und Platz 99 der Popcharts und ist somit das einzige der Band, das sich in den Charts platzieren konnte. Der zugehörige Titeltrack war mit Platz 24 der R&B- und Platz 74 der Popcharts ähnlich erfolgreich. Hideaway und das Medley Night People / Lies Divided by Jive vom Album Night People stiegen 1976 auf Platz 15 der Billboard Dance-Charts. I Got to Have Your Love, There’s Fire Down Below und Disco Pool Blues vom Album Got to Have Your Love kamen dort 1977 bis auf Platz 2. Der letzte Charthit der Fantastic Four ist B. Y. O. F. (Bring Your Own Funk) vom gleichnamigen Album. Der Track erreichte Platz 77 der US-R&B-Charts und wurde der einzige Charthit der Band im Vereinigten Königreich, wo er Platz 62 erklomm.
Die Band war zwar weiter aktiv, veröffentlichte aber erst 1989 die nächste Single, Working on a Building of Love. Das zugehörige Album Back in Circulation, das bei Motorcity verlegt wurde, erschien 1992. Am 13. April 2000 verstarb Cleveland Horne an den Folgen eines Herzinfarktes. 15 Jahre später wurde The Lost Motown Album bei Kent Records veröffentlicht.

## Diskografie

### Studioalben
| Jahr | Titel Musiklabel                                                            | Höchstplatzierung, Gesamtwochen, AuszeichnungChartplatzierungen (Jahr, Titel, Musiklabel, Platzierungen, Wochen, Auszeichnungen, Anmerkungen) | Höchstplatzierung, Gesamtwochen, AuszeichnungChartplatzierungen (Jahr, Titel, Musiklabel, Platzierungen, Wochen, Auszeichnungen, Anmerkungen) | Höchstplatzierung, Gesamtwochen, AuszeichnungChartplatzierungen (Jahr, Titel, Musiklabel, Platzierungen, Wochen, Auszeichnungen, Anmerkungen) | Anmerkungen                                       |
| Jahr | Titel Musiklabel                                                            | UK | US | R&B | Anmerkungen                                       |
| ---- | --------------------------------------------------------------------------- | --- | --- | --- | ------------------------------------------------- |
| 1975 | Alvin Stone: The Birth and Death of a Gangster Westbound / 20th Century 201 | — | US99 (16 Wo.)US | R&B33 (13 Wo.)R&B | Erstveröffentlichung: Mai 1975 Produzent: Al Kent |

Weitere Alben
- 1976: Night People (Westbound 226)
- 1977: Got to Have Your Love (Westbound 306)
- 1978: B. Y. O. F. (Bring Your Own Funk) (Westbound 6108)
- 1992: Back in Circulation (Motorcity 76)
- 2015: The Lost Motown Album (Kent Soul 434)1

### Kompilationen
- 1968: Best of the Fantastic Four (Soul 717)
- 2006: The Very Best of the Fantastic Four (Motor City Music)

### Singles
| Jahr | Titel Album                                                                                    | Höchstplatzierung, Gesamtwochen, AuszeichnungChartplatzierungen (Jahr, Titel, Album, Platzierungen, Wochen, Auszeichnungen, Anmerkungen) | Höchstplatzierung, Gesamtwochen, AuszeichnungChartplatzierungen (Jahr, Titel, Album, Platzierungen, Wochen, Auszeichnungen, Anmerkungen) | Höchstplatzierung, Gesamtwochen, AuszeichnungChartplatzierungen (Jahr, Titel, Album, Platzierungen, Wochen, Auszeichnungen, Anmerkungen) | Höchstplatzierung, Gesamtwochen, AuszeichnungChartplatzierungen (Jahr, Titel, Album, Platzierungen, Wochen, Auszeichnungen, Anmerkungen) | Anmerkungen | [↑]: gemeinsam behandelt mit vorhergehendem Eintrag; [←]: in beiden Charts platziert |
| Jahr | Titel Album                                                                                    | UK | US | R&B | Dance | Anmerkungen |                                                                                      |
| ---- | ---------------------------------------------------------------------------------------------- | --- | --- | --- | --- | --- | ------------------------------------------------------------------------------------ |
| 1967 | The Whole World Is a Stage Best of the Fantastic Four                                          | — | US63 (9 Wo.)US | R&B6 (15 Wo.)R&B | — | Erstveröffentlichung: Januar 1967 Autoren: Ronnie Savoy, Albert Hamilton, Eddie Wingate                                    |                                                                                      |
| 1967 | You Gave Me Something (And Everything’s Alright) Best of the Fantastic Four                    | — | US55 (7 Wo.)US | R&B12 (11 Wo.)R&B | — | Erstveröffentlichung: Mai 1967 Autoren: Ronnie Savoy, Albert Hamilton, Norma Toney, William Garrett                        |                                                                                      |
| 1967 | As Long as I Live (I Live for You) Best of the Fantastic Four                                  | — | — | R&B38 (4 Wo.)R&B | — | Erstveröffentlichung: August 1967 Autoren: Al Kent, Norma Toney, William Garrett                                           |                                                                                      |
| 1967 | To Share Your Love Best of the Fantastic Four                                                  | — | US68 (5 Wo.)US | R&B30 (5 Wo.)R&B | — | B-Seite von As Long as I Live (I Live for You) Autoren: Alfred Braggs, Deadric Malone                                      |                                                                                      |
| 1968 | Goddess of Love Best of the Fantastic Four                                                     | — | — | R&B39 (5 Wo.)R&B | — | Erstveröffentlichung: Dezember 1967 Autoren: Al Kent, Norma Toney                                                          |                                                                                      |
| 1968 | I’ve Got to Have You Best of the Fantastic Four                                                | — | — | R&B23 (10 Wo.)R&B | — | Erstveröffentlichung: April 1968 Autoren: Albert Hamilton, William Garrett, Hermon Weems                                   |                                                                                      |
| 1968 | I Love You Madly Best of the Fantastic Four                                                    | — | US56 (9 Wo.)US | R&B12 (12 Wo.)R&B | — | Erstveröffentlichung: September 1968 Autoren: Mike Hanks, William Garrett                                                  |                                                                                      |
| 1974 | I’m Falling in Love (I Feel Good All Over)                                                     | — | — | R&B77 (8 Wo.)R&B | — | Erstveröffentlichung: Januar 1974 Autoren: Albert Hamilton, Norma Toney                                                    |                                                                                      |
| 1975 | Alvin Stone (The Birth and Death of a Gangster) Alvin Stone: The Birth and Death of a Gangster | — | US74 (8 Wo.)US | R&B24 (13 Wo.)R&B | — | Erstveröffentlichung: Juli 1975 Autoren: Al Kent, Calvin Colbert                                                           |                                                                                      |
| 1976 | Hideaway Night People                                                                          | — | — | R&B56 (12 Wo.)R&B | Dance15 (9 Wo.)Dance | Erstveröffentlichung: November 1976 als Albumtrack in den Dance-Charts Autor: Albert Hamilton                              |                                                                                      |
| 1976 | Night People / Lies Divided by Jive (Medley) Night People                                      | — | — | —[Dance: ↑] | Dance15 (9 Wo.)Dance | als Albumtrack in den Dance-Charts Autoren: Albert Hamilton, Calvin Colbert, Cleveland Horne, James Epps                   |                                                                                      |
| 1977 | I Got to Have Your Love Got to Have Your Love                                                  | — | — | R&B30 (16 Wo.)R&B | Dance2 (18 Wo.)Dance | Erstveröffentlichung: September 1977 als Albumtrack in den Dance-Charts Autoren: Dennis Coffey, James Epps, Lawrence Perry |                                                                                      |
| 1977 | There’s Fire Down Below Got to Have Your Love                                                  | — | — | —[Dance: ↑] | Dance2 (18 Wo.)Dance | als Albumtrack in den Dance-Charts Autoren: Dennis Coffey, Cleveland Horne, James Epps                                     |                                                                                      |
| 1977 | Disco Pool Blues Got to Have Your Love                                                         | — | — | —[Dance: ↑] | Dance2 (18 Wo.)Dance | als Albumtrack in den Dance-Charts Autoren: Dennis Coffey, Cleveland Horne, James Epps                                     |                                                                                      |
| 1979 | Sexy Lady B. Y. O. F. (Bring Your Own Funk)                                                    | — | — | R&B96 (2 Wo.)R&B | — | Erstveröffentlichung: Januar 1979 Autoren: Dennis Coffey, Cleveland Horne, James Epps                                      |                                                                                      |
| 1979 | B. Y. O. F. (Bring Your Own Funk)                                                              | UK62 (4 Wo.)UK | — | R&B77 (3 Wo.)R&B | — | Erstveröffentlichung: April 1979 Autoren: Dennis Coffey, Cleveland Horne, James Epps                                       |                                                                                      |

grau schraffiert: keine Chartdaten aus diesem Jahr verfügbar
Weitere Singles
- 1966: Girl Have Pity (VÖ: August)
- 1966: Can’t Stop Looking for My Baby (VÖ: September)
- 1968: Man in Love (VÖ: März)
- 1969: I Feel Like I’m Falling in Love Again (VÖ: Februar)
- 1969: Just Another Lonely Night (VÖ: 23. September)
- 1970: On the Brighter Side of a Blue World (VÖ: 23. April)
- 1973: If You Need Me, Call Me (And I’ll Come Running) (VÖ: Juni)
- 1976: They Took the Show on the Road (VÖ: September)
- 1978: Mixed Up Moods and Attitudes (VÖ: Februar)
- 1989: Working on a Building of Love
- 1993: The Whole World Is a Stage / You Gave Me Something